# Бунгерт, Фридрих Август
Фридрих Август Бунгерт (нем. Friedrich August Bungert; 1845—1915) — немецкий композитор, принадлежащий к разряду так называемых «Neuromantiker».

## Биография
Фридрих Август Бунгерт родился 14 марта 1845 года в немецком городке Мюльхайм-ан-дер-Рур в земле Северный Рейн—Вестфалия.
Обучался музыке в Кёльнской консерватории у Г. Куферата (фортепиано), затем занимался у Фридриха Киля в Берлинской высшей школё музыки.
В конце XIX — начале XX века на страницах Энциклопедического словаря Брокгауза и Ефрона к лучшим его сочинениям были отнесены «Народные и ремесленные песни» («Volks- und Handwerkslieder»), диапазон которых не превышает октавы; альбом Кармен Сильва, Капри-песни, «Früblingsstimmen» (шесть квартетов), «Mondscheinlieder» (для мужского хора).
Во многих произведениях (например «Auf der Wartburg», симфон. поэма, «Torquato Tasso», симфон. увертюра, тетралогия «Homerische Welt») весьма ощутимо влияние Вагнера.
Фридрих Август Бунгерт умер 26 октября 1915 года в Лойтесдорфе.